# Cavan megye
Cavan (írül: Contae an Chabháin) Írország egyik megyéje ország északi határán Észak-Írországgal. Valamikor Cavan is Ulster tartományhoz tartozott, amelynek jó része (hat megye, három megyét kivéve) Észak-Írországhoz került.
Cavan megyét I. Erzsébet angol királynő alapította. Szomszédai: Észak-Írországban Fermanagh megye, az Ír Köztársaságban Monaghan, Leitrim, Longford, Meath és Westmeath megyék. 
Területe 1931 km² (330 km²-rel kisebb, mint a legkisebb magyar megye, Komárom-Esztergom). Lakossága a 2006-os népszámlálás szerint 63 961.

## Városok
A megyeszékhely ("county town") Cavan. 
- Arvagh

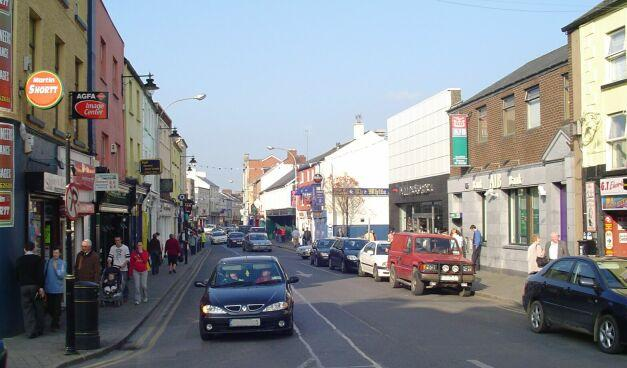
Cavan város központja

- Bailieborough, Ballinagh, Ballyconnell, Ballyhaise, Ballyjamesduff, Bawnboy, Belturbet, Blacklion, Butlersbridge
- Cootehill
- Dowra, Glangevlin
- Kingscourt, Killeshandra
- Mullagh
- Rivory
- Stradone, Shercock
- Virginia

## A kanadai Cavan
A kanadai Ontarióban található Cavant Cavan megyéről nevezték el, ahonnan első lakosai származtak.

## Nevezetes helyek a megyében
- Magh Slécht
- Terry Coyle Park